# Vitel'Homme Innocent
Vitel'Homme Innocent (n. 27 de marzo de 1986 en Haití) es un criminal haitiano acusado de ser el autor intelectual del secuestro de 17 misioneros cristianos en Haití. Es el fugitivo número 532 en ser incluido en la lista de los 10 fugitivos más buscados por el FBI. El 1 de julio de 2025, Innocent fue eliminado de la lista de los diez fugitivos más buscados del FBI después de que se determinó que ya no cumplía los criterios de la lista.

## Cargos criminales
Vitel'Homme Innocent está acusado de trabajar (encabezando a su pandilla Kraze Barye) junto con la pandilla 400 Mawozo, en el año 2021, durante el secuestro de los 17 misioneros cristianos en las cercanías de Puerto Príncipe, Haití, entre los que se encontraban cinco niños, siendo uno de estos un bebé de 8 meses. Los rehenes habrían permanecido detenidos a punta de pistola durante 61 días mientras las pandillas exigían el pago de un rescate por cada uno antes de que estos pudieran escapar.Además, bajo el mando de Innocent, el 7 de octubre de 2022, Kraze Barye habría pretendido secuestrar a Jean Franklin y Marie Odette Franklin de su domicilio en Haití, lo que habría resultado en el asesinato de la última durante el crimen.

## Recompensa
El Departamento de Estado de los Estados Unidos ofrece mediante el programa de recompensas hasta $2 millones de dólares por información que conduzca a su arresto y/o condena.